# Партиен дом (роман)
„Партиен дом“ е роман на писателя и драматург Георги Тенев. Издаден е през 2007 г. от издателство „Алтера“.
В романа се разглежда социалните парадокси на посткомунистическото българско общество. Ключовата метафора тук е аварията в Чернобил. „Партиен дом“ е философски опит върху паметта.
Романът е преведен на испански език от Франциско Хавиер Галвез и е публикуван от Ediciones Baile del Sol през 2010 г. През 2015 г. романът печели конкурса на издателство Open Letter и е издаден на английски език на следващата година, в превод на Анджела Родел. През 2018 г. е преведен на немски език от Елвира Борман.

## Отзиви
Романът предизвиква литературни спорове. Александър Кьосев приветства опита на „Партиен дом“ да се заеме с темата за социализма „фронтално“: „в самата му сърцевина... най-съществените теми и символи – Чернобил, партийния дом, даването на пари, скритите мрежи на властта“.  Журито на наградите „Вик“ избира „Партиен дом“ през 2007 за „Български роман на годината“. Митко Новков критикува остро романа, а решението на журито на „Вик“ да го награди нарича „просто учудващо“. Към негативните критици на „Партиен дом“ се нарежда и Владимир Трендафилов, който нарича избора на романа за награда „наистина ужасен“. На друг полюс е Марин Бодаков: „Книгата е брилянтна, с ледени нишки, вплитащи се в мастилото. Социализмът не е свършил...“ (вестник „Култура“). Ангел Игов и Деян Енев подкрепят романа (списание „ЛИК“).
След излизането на „Партиен дом“ в САЩ критиката също е полярна. Неподписано ревю в „Публишърс уйкли“ определя романа като „замайваща, неравна и в основата си объркваща книга“. Пит Мичъл рецензира в списание „Асимптоте“: „Създаденото от Тенев в своята основа е анатомия на общество, чиито патологии са дълбоко закодирани в децата му, във всяка тъкан на физическия свят, която е осеяло със своята разруха(...) Времето на действие проблясва напред и назад без предупреждение; текстът е накъсан от пародийни стихове, списъци, вметки и параграфи.“ Кейси Хей пише в „The Literary Review“: „Само на 121 страници, стегнатият роман на Георги Тенев „Партиен дом“ е едновременно, трагедия, комедия, любовна история и трилър, който напомня на „Портокал с часовников механизъм“ и „Апокалипсис сега“.
Хосе Карлос Брето коментира испанското издание: „В „Партиен дом“ героите, родени в края на 60-е години, търсят обяснения за онова, което са преживели в последните 20 години от комунистическата система: за аварията в Чернобил и падането на Берлинската стена. Един процес, който е откъснал миналото от хаотичното настояще и едно бъдеще, пълно с неизвестни – затова е нужен някой, който да оправдае толкова много страдания и безчинства.“